# Lycée d'hôtellerie et de tourisme de Guyancourt
Le lycée d'hôtellerie et de tourisme de Guyancourt aussi appelé école hôtelière de Saint-Quentin-en-Yvelines et par abréviation EHTSQY est implanté place François Rabelais à Guyancourt dans les Yvelines. 

## La profession
La France est la première destination touristique du monde en accueillant chaque année 75 millions de touristes. Le secteur réalise un chiffre d'affaires de 53 milliards d'euros avec des établissements de restaurants, brasseries, hôtels, discothèques, café, etc., et emploie plus de 800 000 salariés dont le tiers a moins de 25 ans. Chaque année les 200 000 établissements répartis sur tout le territoire proposent plus de 60 000 emplois. C'est donc un secteur d'avenir bien qu'exigeant car les horaires sont souvent contraignants.

## Enseignement
Le lycée d'hôtellerie et de tourisme de Guyancourt est dans le secteur Public. C'est un établissement professionnel et technologique.
Chaque année le lycée accueille un peu plus de 1 400 élèves. Les élèves reçoivent des formations variées du brevet d'études professionnelles  au brevet de technicien supérieur, en formation initiale ou en apprentissage. Les élèves peuvent aussi suivre une préparation au baccalauréat technologique hôtellerie avec des classes de première et de terminale.
Les élèves qui veulent poursuivre leurs études en licence professionnelle s'inscriront à l’université de Versailles-Saint-Quentin. La formation permet d'acquérir des compétences théoriques et professionnelles en permettant l'adéquation entre les exigences spécifiques des métiers de la restauration/hôtellerie et la culture managériale. À la fin de leurs études, les diplômés pourront alors occuper des fonctions de management dans les grandes chaînes hôtelières, des compagnies de transport ou des agences de voyages en France mais aussi à l'étranger.

## Histoire
Ouvert en 1981, le lycée des métiers de l’hôtellerie-restauration et du tourisme a accueilli des apprentis à partir de 1993. Après cinq ans de travaux de rénovation,  l'établissement désormais appelé École hôtelière de Saint-Quentin-en-Yvelines, accueille chaque année 1 400 apprenants répartis en adultes en formation continue, avec environ 400 apprentis et 900 scolaires, sur une surface utile de plus de 24 000 m2 et un internat de près de 200 places. Les formations du CAP au bac+3 affichent plus de 90% de taux de réussite et près de 100% d’insertion professionnelle.

## Bâtiments
Les bâtiments du lycée vont faire l'objet à partir de l'année 2009 d'une restructuration par une maîtrise d'œuvre constituée autour du cabinet Architecture Anne Démians. Le maître d'ouvrage de l'opération est la région Île-de-France, l'opération concerne une surface de 20 000 m2 pour un coût estimatif de 31 millions d'euros TTC.